# Sekretär (Amtsbezeichnung)
Sekretär ist in Deutschland die Amtsbezeichnung eines Beamten in der Laufbahngruppe des mittleren Dienstes in der Bundes- oder Landesverwaltung im Eingangsamt. Ohne Zusatz wird die Amtsbezeichnung regelmäßig bei obersten Bundesbehörden geführt. Häufigster Zusatz ist Regierungs-; die entsprechende Amtsbezeichnung lautet dementsprechend Regierungssekretär und wird grundsätzlich in der Laufbahn des mittleren nichttechnischen Verwaltungsdienstes geführt. Die nächsthöhere (Grund-)Amtsbezeichnung ist Obersekretär (erstes Beförderungsamt). Das Amt mit der Amtsbezeichnung ist in Besoldungsgruppe A 6 der Bundesbesoldungsordnung des Bundesbesoldungsgesetzes oder der Besoldungsordnungen der Landesbesoldungsgesetze eingruppiert. Sekretäre können die Befähigung für eine Laufbahn des mittleren Dienstes durch eine Laufbahnausbildung erlangt haben oder sie haben die Laufbahnbefähigung durch Anerkennung erworben. Sekretäre nehmen meist Aufgaben wie Geschäfts- oder Vorzimmertätigkeiten in der Verwaltung wahr und können Beamten des gehobenen Dienstes unterstellt sein.

## Zusätze und Entsprechungen
Zur Grundamtsbezeichnung Sekretär existieren zahlreiche Zusätze und weitere Amtsbezeichnungen, die für ein Amt in Besoldungsgruppe A 6 vergeben werden. Neben der häufigsten Kombination von Grundamtsbezeichnung und Zusatz Regierungssekretär werden im mittleren nichttechnischen Verwaltungsdienst auch die Amtsbezeichnungen Archivsekretär und Bibliothekssekretär geführt.
Die Amtsbezeichnung Sekretär entspricht von der Besoldungsgruppe den Dienstgraden eines Stabsunteroffiziers und eines Obermaats der Bundeswehr (sofern nicht jeweils in A 7 eingruppiert).
Beamte im mittleren auswärtigen Dienst führen die Amtsbezeichnung Regierungssekretär (§ 1 Abs. 2 LAP-mDAAV 2004) und im mittleren Bankdienst bei der Deutschen Bundesbank die Amtsbezeichnung Bundesbanksekretär (Anlage 1 (zu § 2 Abs. 2) BBankLV). Bei der Bundesagentur für Arbeit führen Beamte im entsprechenden Amt des mittleren nichttechnischen Verwaltungsdienstes die Amtsbezeichnung Sekretär bei der Bundesagentur für Arbeit, in der Justizverwaltung Justizsekretär, in der Steuerverwaltung Steuersekretär und bei der Zollverwaltung Zollsekretär.
Im mittleren technischen Verwaltungsdienst lautet die Amtsbezeichnung grundsätzlich Technischer Regierungssekretär, im nautischen Dienst Schiffssekretär.
Im agrar-, forst- und ernährungswissenschaftlichen sowie tierärztlichen Dienst, sofern forstwissenschaftliche Aufgaben wahrgenommen werden, lautet die Amtsbezeichnung Forstsekretär.
In den auslaufenden Laufbahnen der Beamten bei den Postnachfolgeunternehmen und bei den Beamten des Bundeseisenbahnvermögens, die zur Wahrnehmung einer Tätigkeit bei der Deutschen Bahn beurlaubt oder zugewiesen sind, haben die entsprechenden Ämter des mittleren Dienstes die Amtsbezeichnungen Bundesbahnsekretär (Laufbahn der Bundesbahnsekretäre; § 8 ELV), Technischer Bundesbahnsekretär (Laufbahn der technischen Bundesbahnsekretäre; § 9 ELV) und Postsekretär (mittlerer nichttechnischen Postverwaltungsdienst) Anlage 1 (zu § 2 Abs. 2) PostLV).
Mit der Übernahme der Bundesfernstraßenverwaltung durch den Bund und der bisher mit dieser Aufgabe betrauten Landesbeamten technischer und nichttechnischer Laufbahnen wurde der neue Zusatz zur Grundamtsbezeichnung Bundesfernstraßen- eingeführt. Die Amtsbezeichnungen lauten entsprechend Bundesfernstraßensekretär (mittlerer nichttechnischer Verwaltungsdienst) oder Technischer Bundesfernstraßensekretär (mittlerer technischer Verwaltungsdienst).
Eine abweichende Ausnahme ist der Konsulatssekretär beim Auswärtigen Amt. Er ist der Besoldungsgruppe A 9 und damit dem gehobenen Dienst zugeordnet.